# (36383) 2000 OW28
2000 OW28 (asteroide 36383) é um asteroide da cintura principal. Possui uma excentricidade de 0.15189330 e uma inclinação de 6.63076º.
Este asteroide foi descoberto no dia 30 de julho de 2000 por LINEAR em Socorro.